# Fight Night Champion
Fight Night Champion é um jogo eletrônico de boxe desenvolvido pela EA Canada e publicado pela Electronic Arts. Lançado em 1º de março de 2011 para PlayStation 3 e Xbox 360, o título é o quinto da série Fight Night e se destaca por trazer uma abordagem mais madura e narrativa ao gênero de jogos de esporte. O jogo apresenta uma jogabilidade refinada com o sistema de controle "Full Spectrum Punch Control", que oferece maior precisão e controle dos movimentos de ataque. Além disso, introduz o modo "Champion", uma campanha focada na história de Andre Bishop, um boxeador fictício que enfrenta desafios dentro e fora do ringue. Reconhecido por seus gráficos realistas e dinâmica de combate imersiva, Fight Night Champion é considerado um marco nos jogos de boxe, recebendo elogios pela profundidade narrativa e pela qualidade técnica.
Fight Night Champion foi revelado oficialmente pela Electronic Arts em 7 de julho de 2010. Durante o anúncio, a EA destacou que o jogo traria uma experiência inovadora dentro da franquia Fight Night, incluindo uma abordagem mais cinematográfica e madura. O título foi apresentado como o primeiro da série a contar com uma campanha narrativa completa, o modo "Champion", que prometia combinar elementos dramáticos com a jogabilidade clássica de boxe.
A revelação também destacou melhorias no sistema de combate, especialmente o novo esquema de controle "Full Spectrum Punch Control", projetado para oferecer maior realismo e precisão nos movimentos. A expectativa gerada pelo anúncio foi alta, especialmente entre fãs da franquia e entusiastas de jogos esportivos.

## Jogabilidade

### Controle de soco de espectro total
Uma das principais inovações introduzidas em Fight Night Champion foi o sistema de controle "Full Spectrum Punch Control". Esse novo esquema substituiu o antigo "Total Punch Control" presente nos jogos anteriores da série. Ele permitia que os jogadores executassem golpes com maior precisão e naturalidade, utilizando o movimento analógico do controle.
- Como funciona:  O "Full Spectrum Punch Control" utilizava o direcional analógico direito para realizar todos os tipos de socos, como jabs, cruzados, ganchos e uppercuts, de forma intuitiva. Em vez de exigir combinações complicadas de movimentos, os golpes eram realizados com movimentos simples e diretos do analógico, reduzindo a curva de aprendizado e tornando os combates mais fluidos.
- Impacto na jogabilidade:  Esse sistema deu aos jogadores maior controle sobre os ataques e contra-ataques, permitindo transições rápidas entre defesa e ofensiva. Além disso, a precisão dos golpes era fundamental para explorar as fraquezas do oponente, adicionando uma camada estratégica à jogabilidade.

O "Full Spectrum Punch Control" foi uma evolução que definiu a experiência de Fight Night Champion, tornando o jogo mais acessível sem sacrificar a profundidade tática que é característica da série. Essa combinação de realismo e inovação consolidou o título como um dos melhores jogos de boxe já lançados.

### Outros Aspectos
Além do novo sistema de controles, Fight Night Champion incluiu melhorias significativas em vários aspectos da jogabilidade:
- Sistema de dano realista: O jogo apresentava um sistema de ferimentos detalhado, em que cortes, hematomas e inchaços podiam afetar o desempenho do lutador.
- Estamina e resistência: A gestão de energia era crucial para evitar o desgaste durante as lutas, incentivando os jogadores a equilibrar ataques e defesas.
- Modos de jogo: Além do modo "Champion" (história), o jogo incluía o "Legacy Mode",[2] que permitia criar e evoluir um boxeador em sua carreira, e modos online para competições com outros jogadores.

### Criação do boxeador

#### Personalização Física
- Aparência: O jogo oferecia uma ampla gama de opções para personalizar a aparência física do boxeador, desde o formato do rosto, cabelo, até as características faciais, como cicatrizes e tatuagens. Essa personalização permitia criar um lutador único, que refletisse o estilo e a personalidade do jogador.
- Tipo de Corpo: Os jogadores podiam escolher o físico do boxeador, ajustando sua altura, peso e estrutura corporal. Essa decisão impactava diretamente o desempenho no ringue, como a velocidade, a força e a resistência do lutador.

#### Atributos e Habilidades
A personalização de habilidades era um dos pontos fortes do jogo. O Legacy Mode permitia que os jogadores ajustassem os atributos do boxeador, definindo suas competências para se tornar um especialista em diferentes estilos de combate.
- Atributos principais: O jogador podia distribuir pontos de habilidade em atributos como força, velocidade, resistência, técnica de defesa e precisão de socos. Isso permitia criar um boxeador focado em poderosos ataques ou alguém mais ágil e defensivo.
- Movimentos e Golpes: Além dos atributos, o boxeador poderia aprender novos golpes e combinações de socos, como uppercuts poderosos ou jabs rápidos. O jogo permitia também a personalização de estilos de luta, como um boxeador mais agressivo ou um lutador que priorizasse o contra-ataque e a defesa.

#### Estilo de Luta
- Estilos de Boxe: O jogo oferecia a opção de escolher entre diferentes estilos de luta, como "Slugger" (atacante agressivo), "Out Boxer" (luta com movimento e distância) e "Counterpuncher" (defesa e contra-ataques). Cada estilo de luta afetava a maneira como o boxeador se comportava no ringue, determinando as melhores táticas para dominar a luta.

#### Carreira no Modo Legacy
- Desenvolvimento da Carreira: No modo Legacy, a criação do boxeador não se limitava ao início do jogo. O jogador precisava gerenciar a carreira de seu boxeador, fazer escolhas que afetavam seu treinamento, contratos e reputação. Essas decisões impactavam diretamente nas oportunidades de luta, nos patrocinadores e na evolução das habilidades.
- Treinamento: Os jogadores poderiam ajustar o foco do treinamento, melhorando habilidades específicas, como velocidade, força ou resistência. Isso era essencial para melhorar o desempenho nas lutas e para o desenvolvimento do lutador ao longo de sua carreira.

#### Competições e Desafios
À medida que o boxeador progredia, ele enfrentava adversários cada vez mais desafiadores, com a possibilidade de conquistar títulos e subir no ranking mundial. O sucesso nas competições dependia tanto da habilidade técnica do jogador quanto do nível de personalização do boxeador.

### Campeonato Mundial Online, ginásios e lutas de rivalidade
Os campeonatos online em Fight Night Champion proporcionaram uma maneira de competir contra jogadores do mundo inteiro, com rankings e torneios baseados em habilidades. Esse modo atraiu muitos jogadores que queriam testar suas habilidades contra oponentes reais, longe da IA do jogo.
- Competição Global: Os jogadores podiam disputar no modo online, participando de lutas classificatórias e rankings para alcançar as primeiras posições. Isso proporcionava uma experiência desafiadora e competitiva, onde cada luta importava para a ascensão do jogador no ranking global.
- Lutas Personalizadas: Além dos torneios, os jogadores podiam criar suas próprias lutas online, escolher as regras, o peso dos lutadores e as condições específicas para desafiar outros jogadores, promovendo uma flexibilidade e variedade nas competições.

O modo online ajudou a manter a longevidade do jogo, pois os jogadores podiam continuar competindo e se aprimorando mesmo após concluírem a campanha principal.
As academias em Fight Night Champion ofereciam uma maneira única de treinar e desenvolver o boxeador, seja no modo carreira (Legacy Mode) ou como parte de um time. O conceito de academia não só era crucial para melhorar as habilidades do boxeador, mas também envolvia uma componente social, especialmente no modo online.
- Treinamento e Progressão: Em Fight Night Champion, os jogadores podiam enviar seus boxeadores para academias para treinar e melhorar suas habilidades. O treinamento era fundamental para o progresso na carreira, pois permitia aumentar atributos como força, velocidade, resistência e habilidades específicas de luta, como a precisão dos socos.
- Desenvolvimento do Estilo: Algumas academias eram especializadas em tipos específicos de luta (por exemplo, academias focadas em boxe defensivo ou ofensivo), permitindo que os jogadores aprimorassem a técnica de seu boxeador conforme o estilo escolhido. O treinamento em academias podia influenciar diretamente no desempenho durante as lutas, tornando-o uma parte estratégica da progressão do personagem.
- Academias Online: Nos modos online, as academias também permitiam que os jogadores se juntassem a comunidades para treinar juntos e participar de desafios coletivos, promovendo a interação social e o trabalho em equipe.

As lutas de rivais eram um aspecto central da narrativa e da progressão do jogador em Fight Night Champion. No modo Legacy, o jogador enfrentava adversários que eram considerados "rivais" do boxeador criado, cada um com uma história própria e uma rivalidade intensa, que acrescentava uma camada dramática à experiência de jogo.
- Rivalidade no Modo Carreira: Durante a jornada do boxeador, o jogador se deparava com rivais específicos, que não apenas eram desafiadores no ringue, mas também tinham histórias de vida e motivações pessoais que impactavam o enredo. Essas lutas se tornavam marcos importantes na carreira do boxeador, com o enredo se desenrolando à medida que o jogador avançava.
- Rivais Online: No modo online, as lutas de rivais também podiam ser criadas com jogadores específicos, com desafios personalizados entre boxeadores criados por diferentes pessoas. Esses confrontos podiam ser emocionantes, pois os rivais se enfrentavam com o objetivo de provar qual boxeador era o melhor em lutas online.
- Desafios e Rivalidades Dinâmicas: O sistema de "rivalidade" também estava presente em algumas das mecânicas de jogo, onde o desempenho do jogador contra certos adversários poderia ser impactado por escolhas feitas durante a carreira. Isso criava uma tensão adicional, pois as vitórias ou derrotas contra certos rivais tinham grande peso no desenvolvimento da história e no sucesso do boxeador.

### Trama
A trama segue a vida de Andre Bishop, um boxeador talentoso que está no auge de sua carreira. No início do jogo, Bishop é retratado como um lutador promissor, com um grande futuro pela frente, mas a vida dele toma um rumo inesperado devido a uma série de acontecimentos trágicos e traiçoeiros.

#### A Traição e a Prisão
- Corrupção e Traição: A história começa com Bishop sendo injustamente acusado de um crime que não cometeu. Ele é envolvido em uma trama de corrupção dentro do mundo do boxe e é preso sob acusações falsas. A trama revela que a sua prisão foi parte de uma conspiração orquestrada por figuras poderosas, incluindo o promotor de boxe e outras pessoas que buscavam controlar sua carreira e suas finanças. Ele é preso injustamente por um tempo significativo, o que interrompe sua carreira.
- Perda de Tudo: Durante o tempo que Bishop passa na prisão, ele perde tudo: sua liberdade, seu legado no boxe e seu lugar no cenário de campeões. A situação de Andre se torna ainda mais trágica quando ele descobre que sua irmã, que ele estava tentando proteger, foi também afetada pela corrupção envolvendo os mesmos indivíduos que conspiraram contra ele.

#### A Luta Pela Redenção
- Escapando da Prisão: A história de Bishop então se foca em sua luta pela sobrevivência na prisão e sua busca por vingança e redenção. Ao longo de sua trajetória, Bishop se mantém focado em sua verdadeira paixão: o boxe. Ele faz amizade com outros prisioneiros que o ajudam a aperfeiçoar suas habilidades e, eventualmente, ele consegue obter uma chance de lutar novamente, depois de ser libertado da prisão.
- Superando Rivais e Confrontos Pessoais: À medida que Andre volta ao ringue, ele encontra outros boxeadores e rivais, muitos dos quais estão ligados aos eventos que o levaram à prisão. O jogo leva o jogador a enfrentar esses adversários, que não são apenas desafiadores no ringue, mas também representam obstáculos pessoais para Bishop. A narrativa traz à tona questões de vingança, honra e perdão.
- O Caminho Para o Título: A luta de Andre pela reconquista de seu lugar no topo do boxe é árdua. Ele deve provar sua habilidade, superar seus traumas pessoais e enfrentar os responsáveis pela sua prisão injusta. A história culmina em uma série de lutas intensas contra seus rivais e, eventualmente, um confronto final com o verdadeiro culpado por sua queda — uma batalha tanto física quanto emocional.

### Personagens

#### Andre Bishop
- O protagonista da história. Andre Bishop é um boxeador talentoso e promissor que, após ser preso injustamente, tenta restaurar sua carreira e buscar vingança contra os responsáveis por sua queda. Durante o jogo, ele enfrenta muitos obstáculos, tanto no ringue quanto fora dele, incluindo rivais traiçoeiros e um sistema corrupto. A jornada de Bishop é marcada por seu desejo de redenção, vingança e justiça.

#### Isaiah Timmons
- Mentor de Andre Bishop na prisão. Timmons é um prisioneiro experiente e boxeador veterano que ensina Andre a sobreviver na prisão e a melhorar suas habilidades no boxe. Ele tem uma influência positiva no desenvolvimento de Bishop durante seu tempo na prisão, ajudando-o a não perder a esperança e a focar em seu objetivo de voltar ao boxe. Timmons é um dos personagens que ajuda Andre a reconstruir sua carreira no ringue, além de orientá-lo em momentos de reflexão sobre sua vida.

#### Vic "Vito" Gallo
- Antagonista principal. Vito Gallo é o responsável por grande parte da tragédia de Andre. Ele é um promotor de boxe corrupto que usa sua influência para manipular a carreira dos lutadores e se envolver em atividades ilícitas. Gallo orquestra a prisão de Bishop, deixando-o pagar por um crime que não cometeu. Ao longo do jogo, ele se torna o principal inimigo de Andre, e sua derrota no ringue é uma das maiores motivações do protagonista.

#### Paulie Bishop
- Irmão de Andre Bishop. Paulie é um personagem importante no início da história. Ele é o irmão de Andre e seu apoio moral e emocional antes de sua prisão. No entanto, as coisas se complicam quando Paulie se envolve em questões financeiras que afetam Andre, e o relacionamento deles passa por altos e baixos. A relação entre os irmãos é um dos aspectos emocionais da narrativa, com Paulie se tornando um personagem com altos e baixos no apoio ao protagonista.

#### Darren McCleary
- Rival de Andre Bishop. McCleary é um boxeador talentoso e um dos principais rivais de Bishop durante sua jornada de volta ao ringue. Ele é um lutador agressivo que representa um dos maiores desafios de Andre em sua luta para reconquistar o título de campeão. McCleary também tem um histórico com Bishop e se torna uma figura importante durante a fase de ascensão de Andre após a prisão.

#### Carlos “C.J.” James
- Outro rival e antagonista secundário. C.J. James é um boxeador duro que também tem uma rivalidade com Andre Bishop, e se torna um desafio significativo para ele em sua jornada. C.J. representa a figura do boxeador imbatível que se coloca como obstáculo na carreira de Andre, forçando-o a lutar com tudo o que tem para provar seu valor e reivindicar sua redenção.

### Outros Personagens Importantes

#### Franklin "Frank" Bishop
- Pai de Andre Bishop. Franklin é uma figura importante na vida de Andre. Ele é o responsável por incentivar Andre a entrar no boxe e se tornar um lutador. Sua presença na história de Andre, embora não tão ativa quanto a de outros personagens, é essencial, pois Franklin simboliza a origem da paixão de Andre pelo esporte e a inspiração que o motivou desde jovem.

#### Raymond “Ray” Jenkins
- Treinador de Andre Bishop. Jenkins é um dos treinadores de Andre durante sua carreira, ajudando-o a melhorar suas técnicas e estratégias. Ele também atua como uma figura paternal e uma fonte de conselhos durante a jornada de Andre. Ray oferece orientações práticas sobre como lidar com os desafios no ringue e no desenvolvimento de seu boxe.

## Lista
O roster (elenco de boxeadores) de Fight Night Champion inclui uma mistura de lutadores lendários, boxeadores atuais e personagens fictícios, como Andre Bishop, que são parte central da narrativa do jogo. A variedade de boxeadores disponíveis no jogo permite que os jogadores escolham entre grandes nomes da história do boxe e novos lutadores, além de personalizar seus próprios boxeadores criados. Abaixo estão alguns dos boxeadores mais notáveis do roster de Fight Night Champion.

### Lendas do Boxe
O jogo apresenta uma seleção de boxeadores lendários que fizeram história no mundo do boxe. Esses lutadores possuem uma habilidade e características únicas que os tornaram ícones do esporte.
1. Muhammad Ali
  - Considerado um dos maiores boxeadores de todos os tempos, Ali é um dos lutadores mais famosos e icônicos da história do boxe. No jogo, ele é retratado com sua habilidade de boxear à distância, agilidade e uma técnica única.
2. Joe Frazier
  - Frazier foi um dos maiores rivais de Muhammad Ali. Conhecido por sua agressividade e resistência, ele é uma força imponente no ringue no jogo.
3. George Foreman
  - Campeão mundial dos pesos pesados, conhecido por sua incrível força de soco e potência. Foreman é um boxeador que prioriza o poder de ataque no jogo.
4. Sugar Ray Leonard
  - Leonard foi um dos maiores boxeadores dos pesos médios e teve uma carreira brilhante nos anos 80. Sua velocidade e técnica são características destacadas no jogo.
5. Mike Tyson
  - Um dos boxeadores mais temidos da história, Tyson é um boxeador explosivo e agressivo, conhecido por seus socos rápidos e potentes. Ele traz um estilo de luta brutal para o jogo, com ênfase na força.
6. Roy Jones Jr.
  - Jones é um dos boxeadores mais habilidosos e inovadores da história. Sua velocidade e movimentos evasivos são características que o tornam um dos lutadores mais difíceis de enfrentar no jogo.
7. Evander Holyfield
  - Holyfield, conhecido por suas grandes vitórias nos pesos pesados e por ser o único a derrotar Mike Tyson, é outro ícone da história do boxe presente no jogo, com uma boa combinação de resistência e técnica.
8. Rocky Marciano
  - Marciano foi o único campeão dos pesos pesados a se aposentar invicto. Sua resistência e poder de soco são refletidos no jogo, tornando-o um adversário difícil de derrotar.
9. Sugar Ray Robinson
  - Considerado por muitos como o maior boxeador de todos os tempos, Robinson é uma lenda dos pesos médios, com uma combinação de habilidade técnica e poder de soco.
10. Oscar De La Hoya
  - De La Hoya foi um campeão mundial em várias categorias de peso, famoso por sua técnica e habilidades boxísticas refinadas. Ele traz uma abordagem mais estratégica ao jogo.

### Personagens Fictícios
1. Andre Bishop
  - O protagonista principal do modo Champion do jogo, Andre Bishop é um boxeador talentoso que enfrenta uma série de dificuldades, incluindo uma prisão injusta e uma batalha para restaurar sua carreira. Ele tem habilidades balanceadas, com forte ênfase em resistência e técnica, sendo um boxeador bem versátil.
2. Darren McCleary
  - McCleary é um dos principais rivais de Andre Bishop, um boxeador agressivo com grande força e poder de ataque. Ele desafia Andre em várias partes da história do modo Champion.
3. Carlos "C.J." James
  - Outro antagonista na narrativa de Fight Night Champion, C.J. James é um boxeador habilidoso e resistente, sendo uma grande ameaça para Andre Bishop em sua jornada de volta ao topo.

### Outros Lutadores Disponíveis
Fight Night Champion também permite que os jogadores criem e personalizem seus próprios boxeadores, que podem ser usados tanto no modo carreira quanto nas competições online. Além disso, o jogo possui uma lista de lutadores adicionais em várias categorias de peso, incluindo pesos pesados, médios, leves e outros, proporcionando uma grande diversidade de estilos de luta. Alguns outros boxeadores fictícios e celebridades também estão presentes como parte do elenco jogável, incluindo boxeadores inspirados em atletas reais, mas com uma personalidade única no contexto do jogo.

## Recepção
A recepção de Fight Night Champion foi amplamente positiva, com críticas elogiosas ao seu realismo, à jogabilidade e à narrativa envolvente do modo Champion, que se destacava como uma grande inovação para os jogos de boxe na época de seu lançamento. Aqui estão alguns pontos-chave da recepção do jogo:

### Críticas Positivas
1. Modo Champion (Campanha Narrativa)
  - O modo Champion, com sua história de Andre Bishop, foi um dos aspectos mais elogiados de Fight Night Champion. Muitos críticos destacaram a inclusão de uma narrativa cinematográfica no jogo, que era uma novidade para jogos de boxe. A história, com seus temas de redenção, vingança e superação, foi amplamente considerada como um dos melhores elementos do jogo, acrescentando uma camada emocional e envolvente que não era típica em jogos de esportes. A ideia de transformar a carreira de um boxeador em uma verdadeira jornada épica foi muito bem recebida.
2. Jogabilidade e Realismo
  - Fight Night Champion foi amplamente elogiado pela sua jogabilidade refinada e pela física dos socos, que proporcionaram uma experiência de boxe mais realista e visceral. O Full Spectrum Punch Control (Controle de Socos em Full Spectrum) foi considerado uma das grandes inovações do jogo, permitindo aos jogadores um controle mais preciso e detalhado sobre os golpes, o que aumentou a profundidade da jogabilidade. A mecânica de combate foi vista como mais fluida e envolvente em comparação com jogos anteriores da série.
3. Gráficos e Design Visual
  - O design visual e os gráficos do jogo também foram elogiados, com os detalhes no rosto dos boxeadores, a atmosfera do ringue e as animações realistas durante as lutas recebendo destaque. A captura de movimento foi muito bem utilizada para recriar os movimentos dos boxeadores e suas expressões faciais, o que tornou as lutas mais imersivas e emocionantes.
4. Modo Online e Competição
  - O modo online, que permitia aos jogadores competir contra outros em lutas reais, também foi bem recebido. O sistema de campeonatos e a possibilidade de criar boxeadores personalizados contribuíram para aumentar a rejogabilidade do título. A experiência de lutar contra outros jogadores, em vez de apenas contra a IA, foi uma das grandes adições ao jogo.
5. Elenco de Lendas do Boxe
  - A presença de lendas do boxe, como Muhammad Ali, Mike Tyson e George Foreman, foi um grande atrativo para os fãs do esporte. A possibilidade de controlar esses ícones, cada um com seu estilo único, foi um dos pontos altos do jogo.

### Críticas Negativas
1. Falta de Inovação em Algumas Áreas
  - Embora a jogabilidade tenha sido amplamente elogiada, algumas críticas apontaram que Fight Night Champion não inovou tanto quanto poderia em certas áreas, especialmente no que diz respeito ao modo de carreira tradicional e à falta de opções mais profundas de personalização fora do modo Champion. Além disso, alguns jogadores consideraram que a IA dos adversários no modo tradicional poderia ser mais desafiadora.
2. Sistema de Progressão
  - O sistema de progressão no modo de carreira foi criticado por ser um pouco repetitivo. Apesar de oferecer oportunidades para personalizar o boxeador e melhorar suas habilidades, alguns jogadores acharam o processo de treino e evolução monótono ao longo do tempo.
3. Problemas de Conexão Online
  - Alguns jogadores relataram dificuldades com a conexão no modo online, com problemas de latência e desconexões durante as partidas, o que afetava a experiência competitiva. Esses problemas diminuíram a diversão do modo multiplayer, especialmente em partidas mais intensas e em campeonatos.
4. Falta de Novos Modos de Jogo
  - Embora o modo Champion tenha sido uma grande adição, alguns fãs de jogos de boxe mais tradicionais sentiram falta de novos modos de jogo que pudessem diversificar ainda mais a experiência. As opções de jogo em modos offline acabaram se limitando principalmente às lutas clássicas e ao modo carreira.

### Prêmios e Reconhecimento
Apesar das críticas menores, Fight Night Champion recebeu diversos prêmios e foi indicado em várias categorias de "Melhor Jogo de Esportes" durante o ano de seu lançamento. Ele foi reconhecido pela sua habilidade de combinar jogabilidade profunda e realista com uma história envolvente, algo raro no gênero de jogos de esportes.
O modo Champion foi particularmente destacado como um dos melhores modos de história em jogos esportivos, o que ajudou Fight Night Champion a se destacar em um gênero frequentemente centrado apenas na mecânica de jogo pura. Além disso, o uso do Full Spectrum Punch Control foi apontado como um avanço significativo para os jogos de boxe, tornando o título um dos mais detalhados e técnicos de sua época.

"It's far from a revolution – much of the framework will be familiar to Fight Night fans – but as the best-looking and most technically accomplished game the series has yet produced, this evolution exceeds our expectations, without totally blowing us away."

-Eurogamer